# Opilio koreanus
Opilio koreanus is een hooiwagen uit de familie echte hooiwagens (Phalangiidae).